# أهل ناشر (ردفان)

تعديل مصدري - تعديل

أهل ناشر هي إحدى قرى عزلة الحبيلين بمديرية ردفان التابعة لمحافظة لحج، بلغ تعداد سكانها 83 نسمة حسب تعداد اليمن لعام 2004.